# Jackfruit

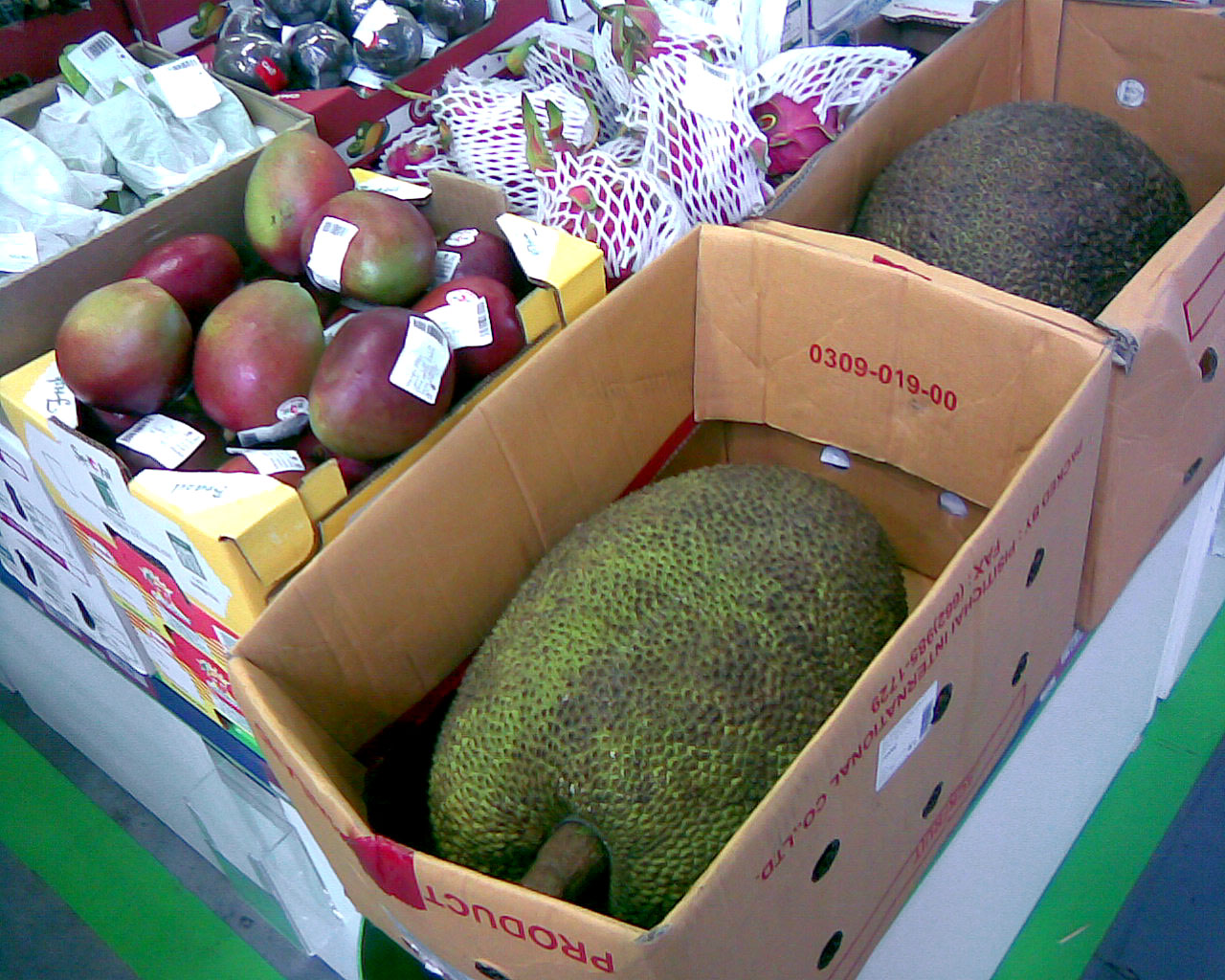
Tropické ovoce ve skladu – v popředí žakie (možnost srovnání velikosti s mangem ad.)

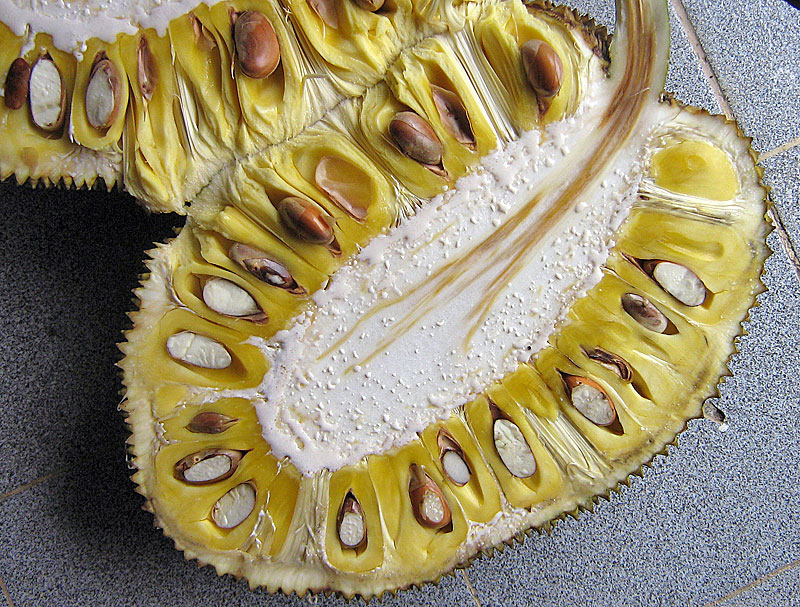
Podélný řez plodem

Žakie (z fr. jacquier, či džakfrut, džakfruit, z angl. jackfruit) je druh ovoce pocházející z tropického stromu chlebovník různolistý (Artocarpus heterophyllus) z čeledi morušovníkovité (Moraceae). Strom dorůstá výšky až ke 30 metrům. Jeho plody mohou vážit i nad 10 kg, mají oválný tvar a drsný povrch zelenožluté barvy. Uvnitř plodu je velké množství semen obalených do lepkavého pouzdra žluté barvy – právě tato šťavnatá část je velmi oblíbeným pokrmem, má nasládlou a osvěžující chuť. Chlebovník různolistý je rozšířen především v jižní a jihovýchodní Asii, rozšířil se také do Afriky. Často bývá mylně ztotožňován s příbuzným chlebovníkem obecným (Artocarpus altilis), nazývaným bredfrut či bredfruit.
Ovoce obsahuje vysoký podíl sacharidů, a kromě řady vitamínů i významné množství vápníku a fosforu. Na 100 g dužiny připadá energetická hodnota mírně přes 100 kcal.